# 精力
| ウィキペディアには「精力」という見出しの百科事典記事はありません（タイトルに「精力」を含むページの一覧/「精力」で始まるページの一覧）。 代わりにウィクショナリーのページ「精力」が役に立つかもしれません。 |